# 日本メディアーク
日本メディアーク株式会社（にほんメディアーク）は、かつて存在したBS・東経110度CS委託放送事業者。

## 概要
設立当初の住所は、東京都千代田区日比谷公園1番3号。株主は、時事通信社、共同通信社、電通、エヌ・ティ・ティ・ドコモ、NTTデータ、松下電器産業であった。後に時事通信社の100%子会社となった。途中、住所を東京都中央区銀座六丁目13番16号銀座ウォールビル11階に移した。2006年8月に時事通信社からスカイパーフェクト・コミュニケーションズ（現：スカパーJSAT）が全株式を取得。後、東京都渋谷区に移動した。
ニュースを中心に放送を展開していたものの、加入者の伸び悩みから東経110度CSデジタル放送でのデータ放送を打ち切り、2004年12月からイギリス・BBC製作のエンターテイメント番組を放送する「BBC JAPAN」の放送を開始したが、2006年4月に終了している。またBSデジタル放送でもデータ放送を行っていたが、2004年12月18日に休止し、2005年11月30日に正式に終了した。2007年4月17日に、マルチチャンネルエンターテイメント株式会社（現：株式会社スカパー・エンターテイメント）に吸収合併されて解散したことを公告した。

## 沿革
- 2000年（平成12年）12月1日 - BSデジタル放送においてデータ放送を開始。
- 2001年（平成13年）3月26日 - 第一勧業銀行（現：みずほ銀行）のテレビバンキングサービスを開始。（2002年3月終了）
- 2002年（平成14年）4月1日 - 東経110度CSデジタル放送においてデータ放送を開始。プラットフォームはプラット・ワン。
- 2003年（平成15年）4月1日 - モバイルJAMの放送を開始（同年11月に終了）。
- 2004年（平成16年）
  - 3月1日 - 110度CSデジタル放送のプラットフォームがSKY PerfecTV!110（現：スカパー!e2）に移行。
  - 8月31日 - 110度CSデジタルのデータ放送を終了。
  - 12月1日 - 110度CSデジタルで、標準テレビジョン放送「BBC JAPAN」を放送開始。
  - 12月18日 - BSデジタルのデータ放送を休止。
- 2005年（平成17年）11月30日 - BSデジタルのデータ放送を終了。
- 2006年（平成18年）
  - 4月30日 - 「BBC JAPAN」の放送を終了し、活動停止。
  - 7月14日 - 資本金26億円を25億9千万円減少して1千万円とした。
  - 7月31日 - スカイパーフェクト・コミュニケーションズ（現：スカパーJSAT）が親会社の株式会社時事通信社から株式を取得し子会社化。
- 2007年（平成19年）4月17日 - 同じくスカイパーフェクト・コミュニケーションズの子会社であった委託放送事業者・マルチチャンネルエンターテイメント（現：スカパー・エンターテイメント）が、日本メディアークとシーエス・ナウを吸収合併、マルチチャンネルエンターテイメントが権利義務の全部を継承して解散した。

## 役員
- 桜井郁生（元代表取締役）
- 中村隆二（元代表取締役）
- 清水敏邦（元代表取締役）

## 決算状況
| 資産の部                                                    | 資産の部                          | 負債及び資本の部                          | 負債及び資本の部 |
| ----------------------------------------------------------- | --------------------------------- | ----------------------------------------- | ---------------- |
| 流動資産 固定資産 有形固定資産 無形固定資産 投資等 繰延資産 | 470,895 23,199 0 218 22,981 7,703 |                                           |                  |
| 流動資産 固定資産 有形固定資産 無形固定資産 投資等 繰延資産 | 470,895 23,199 0 218 22,981 7,703 | 流動負債 固定負債                         | 6,845 0          |
| 流動資産 固定資産 有形固定資産 無形固定資産 投資等 繰延資産 | 470,895 23,199 0 218 22,981 7,703 | 負債合計                                  | 6,845            |
| 流動資産 固定資産 有形固定資産 無形固定資産 投資等 繰延資産 | 470,895 23,199 0 218 22,981 7,703 | 資本金 法定準備金 欠損金 （うち当期損失） | 495,000 0 48 △48 |
| 流動資産 固定資産 有形固定資産 無形固定資産 投資等 繰延資産 | 470,895 23,199 0 218 22,981 7,703 | 資本合計                                  | 494,952          |
| 合計                                                        | 501,797                           | 合計                                      | 501,797          |
| （注）1株当たりの当期損失 4円84銭                           |                                   |                                           |                  |

平成12年8月4日（金）官報号外第158号（p.0217）より引用
| 資産の部                                                                               | 資産の部                          | 負債及び資本の部                                       | 負債及び資本の部             |
| -------------------------------------------------------------------------------------- | --------------------------------- | ------------------------------------------------------ | ---------------------------- |
| 流動資産 固定資産 有形固定資産 無形固定資産 投資その他資産                             | 62,152 35,801 12,294 8,839 14,667 |                                                        |                              |
| 流動資産 固定資産 有形固定資産 無形固定資産 投資その他資産                             | 62,152 35,801 12,294 8,839 14,667 | 流動負債                                               | 164,660                      |
| 流動資産 固定資産 有形固定資産 無形固定資産 投資その他資産                             | 62,152 35,801 12,294 8,839 14,667 | 負債合計                                               | 164,660                      |
| 流動資産 固定資産 有形固定資産 無形固定資産 投資その他資産                             | 62,152 35,801 12,294 8,839 14,667 | 資本金 資本余剰金 資本準備金 利益余剰金 当期未処理損失 | 2,600,000 800,000 △3,466,705 |
| 流動資産 固定資産 有形固定資産 無形固定資産 投資その他資産                             | 62,152 35,801 12,294 8,839 14,667 | 資本合計                                               | △66,705                      |
| 資産合計                                                                               | 97,954                            | 負債・資本合計                                         | 97,954                       |
| （注）1．有形固定資産の減価償却累計額 10,128千円 2．1株当たりの当期純損失 10,228円29銭 |                                   |                                                        |                              |

| 科目 | 金額                                                                                |
| --- | ----------------------------------------------------------------------------------- |
| 営業収益 営業費用 営業損失 営業外収益 営業外費用 経常損失 特別損失 税引前当期純損失 法人税その他の税の額 当期純損失 前期繰越損失 当期未処理損失 | △571,792 121,672 693,465 46 1,156 694,574 0 694,574 950 695,524 2,771,181 3,466,705 |

平成18年6月13日（火）官報号外第134号（p.0127）より引用
| 科目              | 科目                                                                             | 金額（百万円）  |
| ----------------- | -------------------------------------------------------------------------------- | --------------- |
| 資産の部          | 流動資産 固定資産                                                                | 27 ―            |
| 資産の部          | 合計                                                                             | 27              |
| 負債及び 資本の部 | 流動負債 固定負債 株主資本 資本金 利益余剰金 その他利益余剰金 （うち当期純利益） | 27 ― 0 10 △9 66 |
| 負債及び 資本の部 | 合計                                                                             | 27              |

平成18年11月22日（水）官報号外第264号（p.0116）より引用

## 放送チャンネル
全て委託放送業務を終了している。

### BSデジタル放送
論理チャンネル枠 - 96x
無料放送。
- BS963ch - Tivi! 963

### 東経110度CSデジタル放送
CS963・964chを除き、有料放送。
- CS025ch - BBC JAPAN
- CS963ch - Hello Tivi!（案内チャンネル）
- CS964ch - モバイルJAM
- CS966ch - Sports Tivi!
- CS967ch - News Tivi!